# Trusted Platform Module
В обчислювальній техніці Trusted Platform Module (TPM) — назва специфікації, яка описує криптопроцесор, в якому зберігаються криптографічні ключі для захисту інформації, а також узагальнене найменування реалізацій зазначеної специфікації, наприклад, у вигляді «чипа TPM» або «пристрою безпеки TPM» (Dell) . Раніше називався «чипом Фріца» (колишній сенатор Ернест «Фріц» Голлінгс відомий своєю гарячою підтримкою системи захисту авторських прав на цифрову інформацію, DRM). Специфікація TPM розроблена некомерційною організацією Trusted Computing Group. Поточна версія специфікації TPM — 2.0 ревізія 1.59, видання 20 березня 2020.

## Історія розробки
У січні 1999 року була створена робоча група виробничих компаній «Альянс довірчих комп'ютерних платформ» (англ. Trusted Computing Platform Alliance, TCPA) з метою розвитку механізмів безпеки і довіри в комп'ютерних платформах. Спочатку в TCPA входили провідні розробники апаратного та програмного забезпечення — HP, Compaq (в даний час підрозділ HP), IBM, Intel, Microsoft.
У жовтні 1999 року була анонсована проектна специфікація і відкрита можливість іншим компаніям приєднатися до альянсу. У серпні 2000 року була випущена для обговорення попередня публічна версія специфікації. Специфікація TCPA версії 1.0 була опублікована в лютому 2001 року, в ній були визначені основні вимоги до TPM з точки зору виробника електронних пристроїв.
Потім була створена робоча група по створенню TPM, яка переглянула загальну специфікацію з точки зору практичного застосування довірчого модуля (TPM). У серпні 2001 року була випущена специфікація версії 1.1 і створена робоча група з проектування платформи ПК, на яку встановлюється довірчий модуль.
У квітні 2003 року була організована некомерційна організація «Trusted Computer Group» (TCG), яка стала наступником TCPA і продовжила працювати над розвитком вже випущених специфікацій. На додаток до вже створених робочих груп з проектування TPM і платформи ПК були створені групи з розробки специфікацій для мобільних пристроїв, ПК-клієнтів, серверів, запам'ятовуючих пристроїв, інфраструктури довірчих обчислень, програмного забезпечення (англ. Trusted Software Stack, TSS) і довірячогои мережевого з'єднання. У листопаді 2003 року було опубліковано специфікація TPM версії 1.2, остання версія з істотними змінами, в якій по суті описана функціональність TPM.

## Короткий огляд
Trusted Platform Module (TPM), що містить в собі криптопроцесор, забезпечує засоби безпечного створення ключів шифрування, здатних обмежити використання ключів (як для підпису, так і для шифрування / дешифрування) з тим же ступенем повторюваності, що і генератор випадкових чисел . Також цей модуль має наступні можливості: віддалену атестацію, прив'язку і надійне захищене зберігання. Віддалена атестація створює зв'язок апаратних засобів, завантаження системи і конфігурації хоста (ОС комп'ютера), дозволяючи третій особі (на кшталт цифрового магазину музики) перевіряти, щоб програмне забезпечення або музика, завантажена з магазину, не зазнали жодних змін чи скопійовані користувачем (див. DRM). Криптопроцессор шифрує дані таким способом, що вони можуть бути розшифровані тільки на комп'ютері, де були зашифровані, під керуванням того ж самого програмного забезпечення. Прив'язка шифрує дані, використовуючи ключ підтвердження TPM — унікальний ключ RSA, записаний в чип в процесі його виробництва, або інший ключ, якому довіряють.
Модуль TPM може використовуватися, щоб підтвердити справжність апаратних засобів. Оскільки кожен чип TPM унікальний для специфічного пристрою, це робить можливим однозначне встановлення автентичності платформи. Наприклад, щоб перевірити, що система, до якої здійснюється доступ — очікувана система.

## Архітектура TPM
У специфікації Trusted Computing Group описаний мінімальний набір алгоритмів і протоколів, яким повинен задовольняти чип TPM. Крім того, виробником можуть бути реалізовані додаткові алгоритми і протоколи (які, зрозуміло, повинні бути описані виробником у відповідній документації).
В архітектурі чипа реалізовані такі захисні механізми:
- захищене керуванняння пам'яттю[уточнити];
- шифрування шини і даних[уточнити];
- тестування режимів блокування[що це?];
- активне екранування[що це?].

У чипі реалізовані алгоритми асиметричної криптографії, що забезпечують високий рівень захисту. Деякі елементи логічного дизайну чипа є нестандартними з точки зору типових методів проектування інтегральних схем (ІС). Застосовуються і спеціальні прийоми проектування ІС: «заплутування» топології шарів ІС, що ускладнює аналіз функцій елементів мікросхеми. Ряд технологічних особливостей чипів безпеки спеціально не розголошується компаніями-виробниками, щоб зменшити ймовірність зламу навіть в тому випадку, коли для цього застосовуються сучасні методи аналізу функціонування мікросхем і дороге устаткування.

### Введення / Виведення
Цей компонент керує потоком інформації по шині і керує повідомленнями між відповідним компонентами TPM. I/O компонент вводить в дію політику доступу, пов'язану з функціями TPM. Правила доступу визначаються прапорами доступу, що зберігаються в блоці Opt-In енергонезалежної пам'яті. 

### Криптографічний процесор
Здійснює криптографічні операції всередині TPM. Ці операції включають в себе:
- Генерація асиметричних ключів (RSA);
- Асиметричне шифрування / розшифрування (RSA);
- Хешування (SHA-1);
- Генерація випадкових чисел.

TPM використовує ці можливості для генерації випадкових послідовностей, генерації асиметричних ключів, цифрового підпису та конфіденційності даних, що зберігаються. Також TPM підтримує симетричне шифрування для внутрішніх потреб. Всі збережені ключі по силі повинні відповідати ключу RSA довжиною 2048 біт  .

### Незалежна пам'ять (англ. Non-Volatile Storage)
Використовується для зберігання ключа підтвердження, кореневого ключа (англ. Storage Root Key, SRK), авторизаційних даних, різних прапорців доступу і блоку Opt-In. Обсяг цього типу пам'яті обмежений (1280 байт). 

### Ключ підтвердження (англ. Endorsement Key, EK)
EK — ключ RSA розміром 2048 біт, що ідентифікує чип, а також весь пристрій, фундаментальний компонент TPM. Відкрита частина називається PUBEK, закрита — PRIVEK. Відповідно до політики безпеки PRIVEK не повинен бути доступний поза чипом, він ніколи не використовується для генерування підписів. PUBEK зберігається в сертифікаті, використовується тільки для встановлення власника TPM і в процесі генерації AIK. EK генерується до того, як кінцевий користувач отримає платформу. Стандарт дозволяє змінити цей ключ, через що використання TPM може бути обмеженим. 

### Ключі підтвердження справжності (англ. Attestation Identity Keys, AIK)
AIK — ключ RSA довжиною 2048 біт, що використовується тільки для підписів, для шифрування не використовується. TPM може згенерувати необмежену кількість AIK, ці ключі повинні бути постійними, але рекомендується зберігати AIK у вигляді Блобів в постійній зовнішньої пам'яті, а не всередині енергонезалежної пам'яті TPM. Відповідно до специфікації передбачається, що виробники забезпечать достатньо місця для багатьох блобів AIK, які будуть одночасно завантажуватися в енергозалежну пам'ять TPM. Перехід AIK від одного TPM до іншого заборонений. 

### Регістри конфігурації платформи (Platform Configuration Registers, PCR)
PCR — це унікальні ознаки TPM, в яких в зашифрованому вигляді міститься вся інформація про цілісність метрик системи, починаючи з завантаження BIOS до завершення роботи системи. Інформація, що міститься в PCR, формує корінь довіри для вимірювань (RTM). Можуть зберігатися як в енергонезалежній, так і в енергозалежній пам'яті. Ці регістри скидаються при старті і при перезавантаженні системи. Специфікація вказує мінімальну кількість регістрів (16), кожен регістр містить 160 біт інформації. Регістри 0-7 зарезервовані для потреб TPM. Регістри 8-15 доступні для використання операційною системою і додатками.  Зміни значень PCR незворотні і їх значення не можна записати безпосередньо, їх можна тільки розширити новими значеннями, які залежать від попередніх. Всі зміни значень PCR записуються в лог змін, який зберігається в енергозалежній пам'яті. 

### Генератор випадкових чисел (англ. Random Number Generator, RNG)
Використовується для генерації ключів і випадковостей в сигнатурах (підписах).  TPM повинен бути здатним забезпечити 32 випадкових біта на кожен виклик. RNG чипа складається з наступних компонентів:

#### Джерелоентропіїі колектор
Джерело ентропії — процес (або процеси), що забезпечують ентропію. Такими джерелами можуть бути шум, лічильник тактів процесора і інші події. Колектор ентропії — процес, який збирає ентропію, видаляє зміщення, вирівнює вихідні дані. Ентропія повинна передаватися тільки регістра стану.

#### Регістр стану
Реалізація регістра стану може використовувати 2 регістра: енергозалежний і незалежний. При старті TPM завантажує енергозалежний регістр з енергонезалежного. Будь-яка подальша зміна регістра стану від джерела ентропії або від змішувальної функції впливає на енергозалежний регістр. При виключенні TPM записує поточне значення регістра стану в енергонезалежний регістр (таке оновлення може відбуватися і в будь-який інший час). Причиною такої реалізації є прагнення реалізувати енергонезалежний регістр на флеш-пам'яті, кількість запису в яку обмежена. TPM повинен забезпечити відсутність експорту регістра стану.

#### Змішувальна функція
Бере значення з регістра стану і видає вихідні дані RNG. Кожне використання змішувальної функції повинно змінювати регістр стану.
При втраті живлення відбувається скидання RNG. Будь-які вихідні дані RNG для TPM повинні бути захищені.

### БлокSHA-1(англ. SHA-1 Engine)
Використовується для обчислення сигнатур (підписів), створення блоків ключів і інших цілей загального призначення. Хеш-інтерфейси доступні поза TPM. Це дозволяє оточенню мати доступ до хеш-функції .

### Генератор ключівRSA(англ. RSA Key Generator)
Створює пари ключів RSA. TCG не визначає вимог до часу генерації ключів. 

### Пристрій RSA (англ. RSA Engine)
Використовується для цифрових підписів і шифрування. Немає обмежень на реалізацію алгоритму RSA. Мінімально рекомендована довжина ключа — 2048 біт.  Виробники можуть використовувати китайську теорему про залишки або будь-який інший метод. Значення відкритої експоненти має бути {\displaystyle 2^{16}+1} .

### Компонент Opt-In
Цей компонент відповідає за стан TPM і статус володіння користувачем TPM. За це відповідають три групи змінних: TPM включений / відключений (в відключеному стані всі операції блокуються), TPM активований / деактивований (в деактивованому стані можливе виконання операцій, напр. зміна власника), користувач пройшов/не пройшов аутентифікацію як власник модуля. Дана інформація зберігається у вигляді прапорців. 

## Довірена платформа
Ідея довіреної платформи (англ. trusted platform), або платформи, якій можна довіряти (її очікувана поведінка завжди збігається з реальною), заснована на понятті «корінь довіри» (англ. Root of Trust — набір компонентів, яким потрібно довіряти. Повний набір коренів довіри має мінімальну функціональність, необхідну для опису платформи, що впливає на довіру цій платформі. Є три кореня довіри: корінь довіри для вимірювань (RTM), корінь довіри для зберігання (RTS) і корінь довіри для повідомлень (RTR) . RTM — обчислювальний механізм, який виробляє надійні вимірювання цілісності платформи. RTS — обчислювальний механізм, здатний зберігати хеши значень цілісності. RTR — механізм, який надійно повідомляє про збереженої в RTS інформації. Дані вимірювань описують властивості і характеристики вимірюваних компонентів. Хеші цих вимірів — «знімок» стану комп'ютера. Їх зберігання здійснюється функціональністю RTS і RTR. Порівнюючи хеш виміряних значень з хешем довіреної стану платформи, можна судити про цілісність системи.

## Можливі застосування

### Аутентифікація
TPM є токеном аутентифікації наступного покоління. Криптопроцессор підтримує аутентифікацію і користувача, і комп'ютера, забезпечуючи доступ до мережі тільки авторизованим користувачам і комп'ютерам . Це може використовуватися, наприклад, при захисті електронної пошти, заснованої на шифруванні або для підписання цифрових сертифікатів, прив'язаних до TPM. Відмова від паролів і використання TPM дозволяють створити більш сильні моделі аутентифікації для проводового, бездротового і VPN доступу.

### Захист даних від крадіжки
Це є основним призначенням «захищеного контейнера». Самошифровані пристрої, реалізовані на основі специфікацій Trusted Computing Group, роблять доступними вбудоване шифрування і контроль доступу до даних. Такі пристрої забезпечують повне шифрування диска, захищаючи дані при втраті або крадіжці комп'ютера .
Переваги:

#### Поліпшення продуктивності
Апаратне шифрування дозволяє оперувати з усім діапазоном даних без втрат продуктивності.[джерело?]

#### Посилення безпеки
Шифрування завжди включено. Крім того, ключі генеруються всередині пристрою і ніколи не покидають його.

#### Низькі витрати використання
Не потрібні модифікації операційної системи, додатків і т. д. Для шифрування не використовуються ресурси центрального процесора.
Великі перспективи має зв'язка TPM + BitLocker, яка дозволяє прозоро від ПЗ шифрувати весь диск. 

### Керування доступом до мережі (Network Access Control[en], NAC)
TPM може підтверджувати справжність комп'ютера і навіть його працездатність ще до отримання доступу до мережі і, якщо необхідно, поміщати комп'ютер в карантин .

### Захист ПО від зміни
Сертифікація програмного коду забезпечить захист ігр від читерства, а програми, що вимагають особливої обережності, на зразок банківських і поштових клієнтів, — від навмисної модифікації. Відразу ж буде припинено додавання «троянського коня» в додатку, що встановлюється.

### Захист від несанкціонованого копіювання
Захист від копіювання заснована на такому ланцюжку: програма має сертифікат, що забезпечує їй (і тільки їй) доступ до ключа розшифровки (який також зберігається в TPM'і). Це дає захист від копіювання, яку неможливо обійти програмними засобами.

## Реалізація

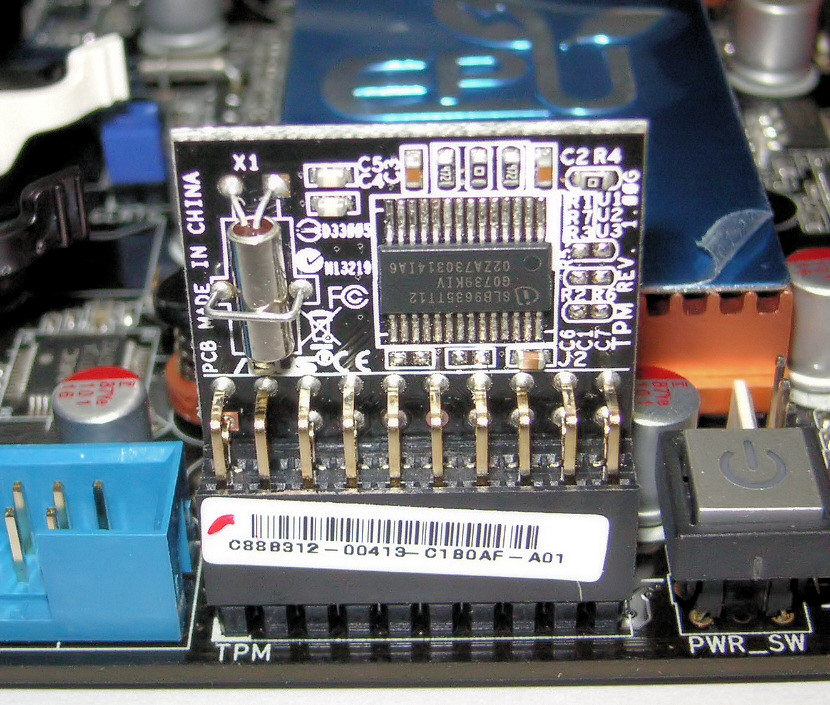
TPM Infineon на материнській платі Asus P5Q PREMIUM

### Виробники
Хоча специфікація передбачає як апаратну, так і програмну реалізації системи TPM, забезпечення належного рівня безпеки, встановленого в загальній специфікації, на сьогоднішній день можливо тільки при апаратній реалізації . Апаратна реалізація у вигляді чипа TPM була вперше випущена в 2005 році . На сьогоднішній день чипом TPM оснащено більше 500 000 000 комп'ютерів . В майбутньому TPM зможе встановлюватися на такі пристрої, як мобільні телефони, пристрої введення і зберігання інформації. Мікроконтролери TPM на сьогоднішній день проводяться і застосовуються багатьма компаніями .

## Критика

### Проблема «довіри»
Trusted Platform Module критикується деякими IT-фахівцями за назву. Довіра (англ. trust) завжди має бути обопільною, в той час як розробники TPM користувачеві не довіряють, що призводить до обмеження свободи. На думку окремих IT-фахівців, для довірених обчислень більше підходить назва «віроломні обчислення» (англ. treacherous computing) оскільки наявність модуля гарантує зворотне — систематичний вихід комп'ютера з підпорядкування. Фактично, комп'ютер перестає функціонувати як комп'ютер загального призначення, оскільки будь-яка операція може зажадати явного дозволу власника комп'ютера .

### Втрата «володіння» комп'ютером
Власник комп'ютера більше не може робити з ним все, що завгодно, оскільки передає частину своїх прав виробникам програмного забезпечення. Зокрема, TPM може заважати (через помилки в ПЗ або навмисне рішення розробників):
- переносити дані на інший комп'ютер;
- вільно вибирати програмне забезпечення для свого комп'ютера;
- обробляти наявні дані будь-якими доступними програмами[8].

### Втрата анонімності
Комп'ютер, обладнаний TPM, має унікальний ідентифікатор, зашитий в чипі. Ідентифікатор відомий виробнику програмного забезпечення і його неможливо змінити. Це ставить під загрозу одну з природних переваг Інтернету — анонімність. На даний момент, якщо на комп'ютері немає троянських програм, в програмному забезпеченні немає явних помилок, а cookie видалені, єдиним ідентифікатором користувача залишається IP-адреса і заголовки HTTP . Поряд з підвищенням безпеки, наявність модуля TPM може мати негативний ефект на свободу слова, що особливо актуально для країн, що розвиваються. Щоб зрозуміти, до чого може привести віддалено читаний і незмінний ідентифікатор комп'ютера, досить згадати аналогічну проблему з ідентифікаційним номером процесора Pentium III.

### Потенційна загроза вільної конкуренції
Програма, яка стала лідером галузі (як AutoCAD, Microsoft Word або Adobe Photoshop), може встановити шифрування на свої файли, унеможливлюючи доступ до цих файлів за допомогою програм інших виробників, створюючи, таким чином, потенційну загрозу вільної конкуренції на ринку прикладного ПЗ.

### Проблеми несправності модуля TPM
У разі несправності модуля TPM-контейнери, захищені ним, стають недоступними, а дані, що знаходяться в них — невідновні. Для повної гарантії відновлення даних у разі псування модуля TPM необхідно здійснювати складну процедуру резервного копіювання. Для забезпечення секретності система резервного копіювання (backup) також має мати власні TPM-модулі.

## Злами
На конференції з комп'ютерної безпеки Black Hat 2010 року було оголошено про злом чипа Infineon SLE66 CL PE, виготовленого за специфікацією TPM. Цей чип використовується в комп'ютерах, обладнанні супутникового зв'язку і ігрових приставках. Для злому використовувався електронний мікроскоп (вартістю близько $ 70 000). Оболонка чипа була розчинена кислотою, для перехоплення команд були використані найдрібніші голки. У Infineon стверджують, що вони знали про можливість фізичного злому чипа. Йорг Борчерт (нім. Jörg Borchert), віце-президент компанії, запевнив, що дороге обладнання і технічна складність злому не представляє небезпеки для переважної більшості користувачів чипів.

## Необхідність застосування для забезпечення роботи ОС Windows 11
24 червня 2021 року, під час офіційної презентації майбутньої операційної системи Windows 11, було оголошено, що для роботи комп'ютера під її керуванням необхідна наявність в системі чипа TPM. У більшості сучасних платформ ПК немає фізичного чипа, але є програмна реалізація модуля TPM (fTPM), в тих же, де її немає, є можливість підключення апаратного модуля (тобто на материнській платі є роз'єм для його підключення). Протягом декількох днів після презентації ціни на модулі збільшилися в 5 разів (з 20 до 100 $). Шен Йе (Shen Ye), один з керівників компанії HTC Vive, заявив, що спекулянти сподіваються на те, що незабаром безліч користувачів, не знаючи, як включити fTPM, кинуться купувати модулі, і на те, що можна буде на цьому нажитися ; через це спекулянти стали масово скуповувати модулі і таким чином спровокували підвищення цін .

### Trusted Computing Group
1. ↑  Trusted Platform Module (TPM) Specifications. Trusted Computing Group. Архів оригіналу за 23 лютого 2012.
2. ↑  TPM Main Specification Level 2 Version 1.2, Revision 103 Part 1 - Design Principles. Trusted Computing Group. Архів оригіналу за 23 лютого 2012.
3. ↑  Trusted Computing Group - Solutions - Authentication. Trusted Computing Group. Архів оригіналу за 23 лютого 2012.
4. ↑  Trusted Computing Group - Solutions - Data Protection. Trusted Computing Group. Архів оригіналу за 23 лютого 2012.
5. ↑  Trusted Computing Group - Solutions - Authentication. Trusted Computing Group. Архів оригіналу за 31 березня 2013.
6. ↑  Trusted Computing Group - About TCG - TCG Members. Trusted Computing Group. Архів оригіналу за 31 березня 2013.